# هاري سميث (لاعب كرة قاعدة)
هاري سميث (بالإنجليزية: Harry Smith)‏ هو لاعب كرة قاعدة أمريكي، ولد في 15 مايو 1890 في بالتيمور في الولايات المتحدة، وتوفي في 1 أبريل 1922 في تشارلوت في الولايات المتحدة.

## وصلات خارجية
- هاري سميث على موقعبيزبول رفرنس.كوم (الدوري الرئيسي) (الإنجليزية)
- هاري سميث على موقعبيزبول رفرنس.كوم (الدوري الثانوي) (الإنجليزية)